# 朱弼
朱弼，字君佐，建州人，五代十国南唐官员。
朱弼舉明經第一，授國子助教，知廬山國學。盧絳、蒯鼇、諸葛濤飲酒赌博不逞，學官没有人敢于拿問。朱弼至廬山，一切按禮法裁决，升堂講课，座下肅然，盧絳等人惭愧辞去。来自四方的生徒，數倍于平時。南唐國亡，朱弼歸宋，補任衡山主簿，任期滿，求任南嶽县令，去世。